# Енци
Енци (рус. Энцы, енгл. Enets) су самоједски народ чији језик припада северној грани самоједских језика. Насељавају источну обалу Јенисеја на западу сибирског полуострва Тајмир у Краснојарском крају Руске федерације.

## Популација
Према резултатима пописа становништва Руске Федерације, Енаца је 2010. било 227. Постоје две подгрупе Енаца, а то су Енци Тундре и Шумски Енци. Енци Тундре чине око 2/3 укупног становништва народа.

## Територија
Традиционална територија Енаца Тундре је област између река Јенисеј и Пјасина. Лети су живели у тундри између река Јенисеј и Пура, а зими су одлазили на југ у шумовиту тундру између река Мала Хета и језера Пјасино. Шумски Енци су насељавали шуму између градова Игарке и Дудинке.

## Језик
Енецки језик припада северној грани самоједских језика. Постоје два дијалекта енецког, а то су енецки тундре и шумски енецки дијалекат. Енецки језик је најсличнији ненецком језику, од кога се одвојио пре око 1.000-1.500 година, након чега је имао додир са нганасанским језиком (језиком источних суседа Нганасана). Почетком 21. века велики део Енаца говори руским као матерњим језиком, а проценат говорника енецког је у непрестаном опадању. 

## Вера
Енци су већином православне вероисповести, али су одржали традиционална анимистичка веровања и шаманизам.